# Avia S-199
El Avia S-199 fue un avión de caza construido después de la Segunda Guerra Mundial por la Avia (en checo Avia Akciová Společnost Pro Průmysl Letecký Škoda), una rama de la enorme corporación Fábricas Škoda (checo: Škodovy závody; hoy "Škoda Holding, a.s.") usando componentes y planos sobrantes de aeronaves de la Luftwaffe que fueron producidas en el país bajo la ocupación alemana durante la guerra. A pesar de los numerosos problemas del avión y su impopularidad con los pilotos, este adquirió fama como el primer caza de la Fuerza Aérea Israelí, usado en la guerra árabe-israelí de 1948. Los pilotos checoslovacos le pusieron el apodo de "Mezek" ("Mula"), mientras que en Israel los nombraron oficialmente como "Sakeen" (cuchillo en hebreo). En la práctica, el avión fue llamado normalmente Messerschmitt o simplemente Messer (que significa cuchillo tanto en alemán como en yidis).

## Diseño y desarrollo

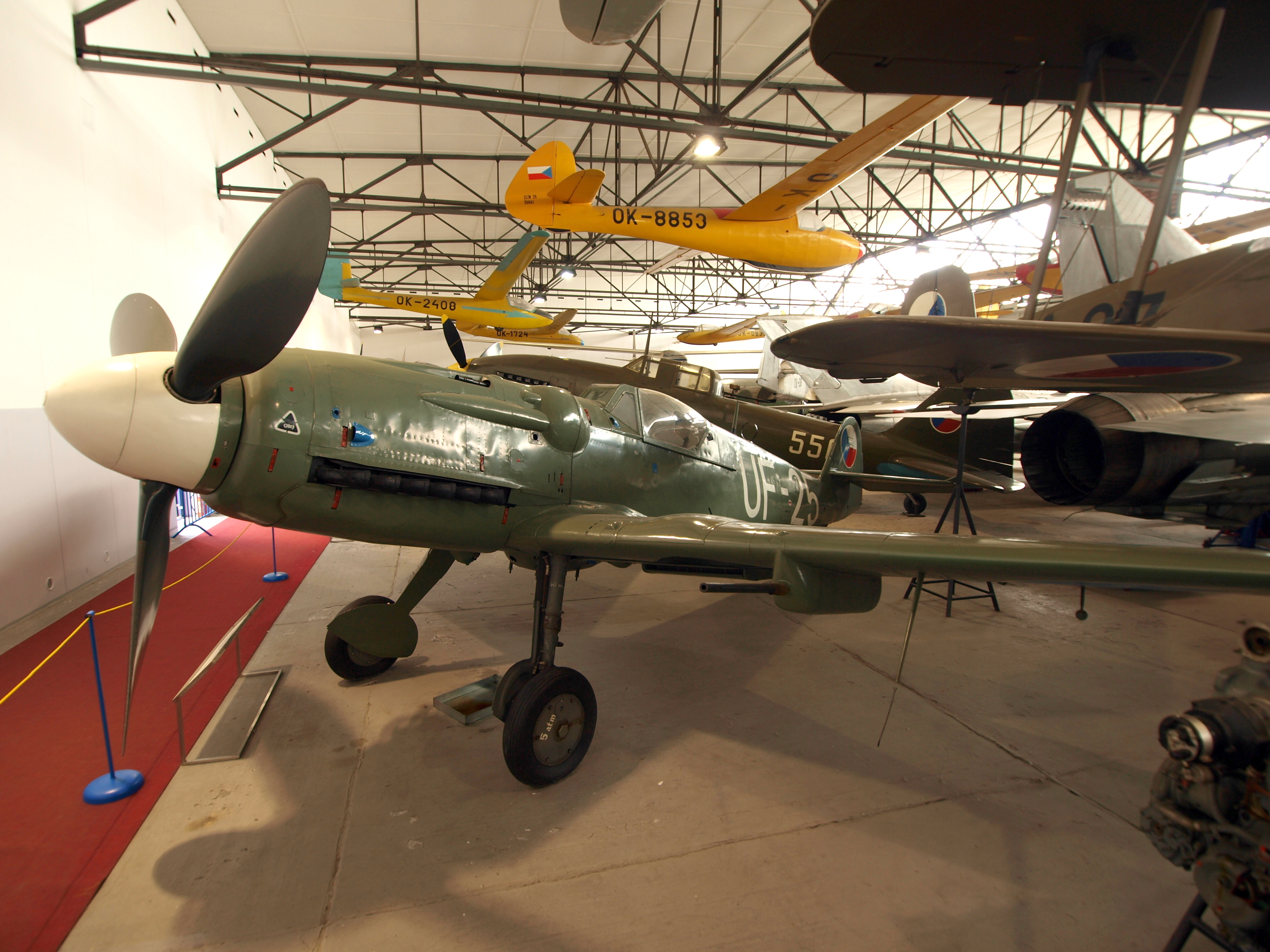
Avia S199 con marcas de identificación checoslovacas

Avia continuó construyendo el Messerschmitt Bf 109G después de la guerra bajo el nombre Avia S-99, pero pronto se quedó sin los motores alemanes DB 605A, puesto que muchos de ellos fueron destruidos durante un incendio. El S-199 continuó usando el armazón del Bf 109G pero, sin los motores originales disponibles, debió ser forzosamente montado uno alternativo. Se decidió que el aeroplano podría usar el mismo motor (Junkers Jumo 211 F) y hélice que el bombardero Heinkel He 111. El resultado fue un avión con una maniobrabilidad extremadamente pobre, con un torque excesivo y demasiado peso al frente. 
El motor sustituto era demasiado pesado y con menor respuesta que el Daimler-Benz, y el par motor creado por el gran propulsor lo hacía un aparato muy difícil de controlar. Esto, en combinación con el tren de aterrizaje estrecho del Bf-109, hacia de los despegues y aterrizajes operaciones extremadamente peligrosas. Cuando entraron en combate fue descubierto otro peligro; se trataba de un fallo o defecto del mecanismo sincronizador entre las aspas del propulsor y los disparos de las armas montadas en el avión, ya que no funcionaba como se esperaba, haciendo que algunos pilotos israelíes terminasen disparándole a sus propias hélices.
Alrededor de 550 S-199 fueron construidos, incluyendo un número de entrenadores designados como CS-199 (armados) y C-210 (desarmados). El primer vuelo tuvo lugar en marzo de 1947, y la producción terminó en 1949. El último S-199 fue retirado de servicio en Checoslovaquia (en la Guardia de Seguridad Nacional) en 1957.

## Historia operacional

### Servicio en Israel

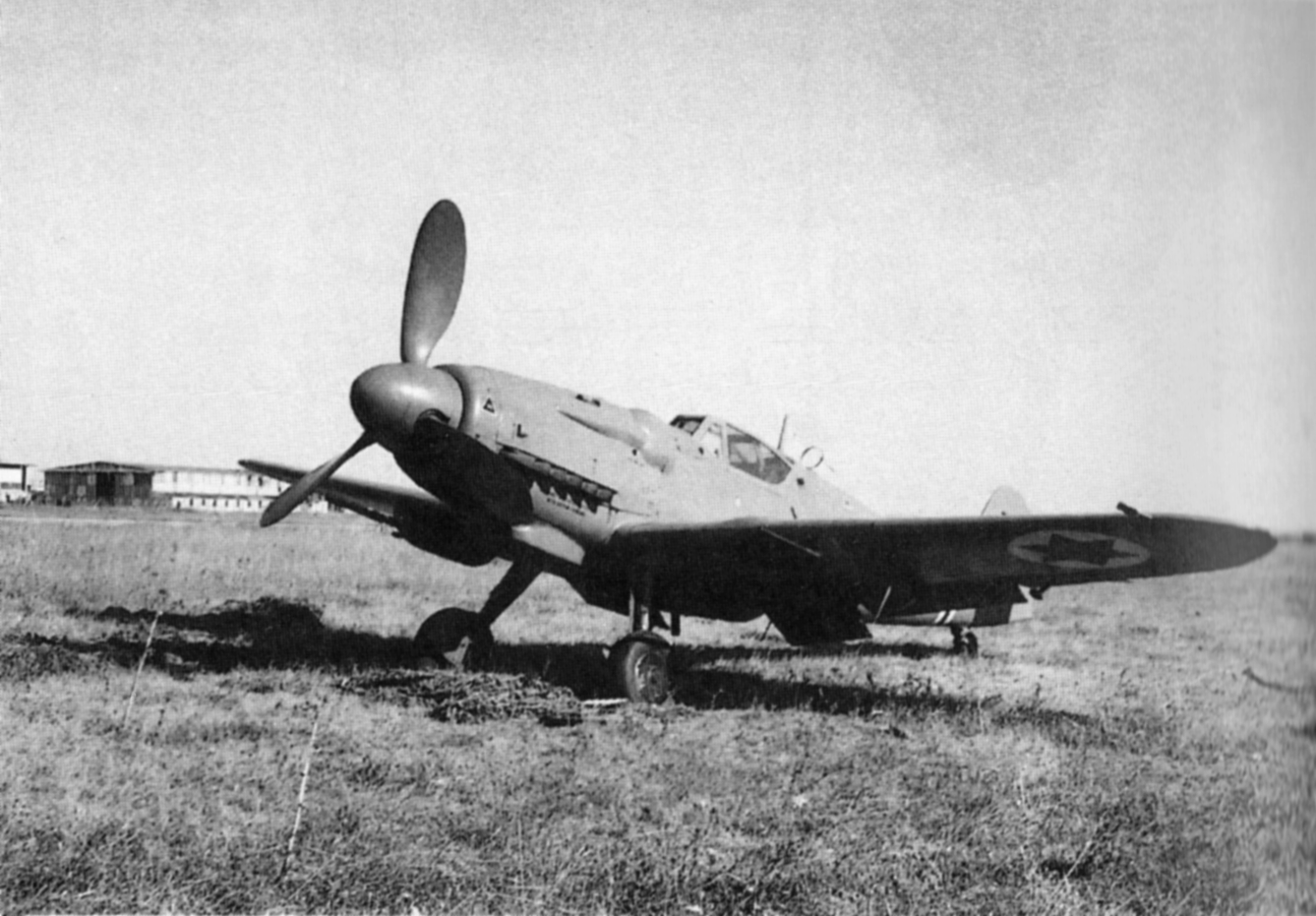
Un Avia S-199 israelí, circa 1948.

Agentes israelíes negociaron la entrega de los Avia S-199 de parte del gobierno de Checoslovaquia en desafío al embargo de armas que pesaba sobre Israel en ese tiempo. Se obtuvieron veinticinco aviones, y al final, fueron entregados veintitrés. La primera unidad llegó el 20 de mayo de 1948, seis días después de la declaración de independencia de Israel y cinco días después de comienzo de las hostilidades por parte de Egipto. 
Fueron montados y enviados al combate por primera vez el 29 de mayo, atacando al Ejército Egipcio entre Isdud y el actual puente Ad Halom, al sur de Tel Aviv. Fue la primera acción de la aviación judía (por medio del " Escuadrón 101 IAF"). Como avión de caza demostró ser poco fiable y con un bajo rendimiento en combate. Uno de sus pilotos remarcó que "trata de matarnos en cada despegue y aterrizaje", y además de los problemas de su mantenimiento, le hacían un aparato poco operativo, ya que no más de cinco estaban en el aire al mismo tiempo. 
El S-199, a pesar de todo, se anotó varias victorias sobre sus oponentes, en las que se incluyen el derribo de un Spitfire jordano.  La mayoría de los Avia fueron retirados del servicio hacía finales de octubre, tiempo en el que solo seis permanecían operativos como entrenadores.

## Operadores
Checoslovaquia
- Fuerza Aérea de Checoslovaquia
- Guardia de Seguridad Nacional

 Israel
- Fuerza Aérea Israelí

## Supervivientes
Hoy en día, al menos tres de estos aviones se preservan. Un S-199 y un CS-199 están expuestos en el Museo de Aviación Prague-Kbely en Praga.
Solo un S-199 está preservado en el Museo de la Fuerza Aérea Israelí en la Base Aérea Hatserim, Israel.

## Variantes

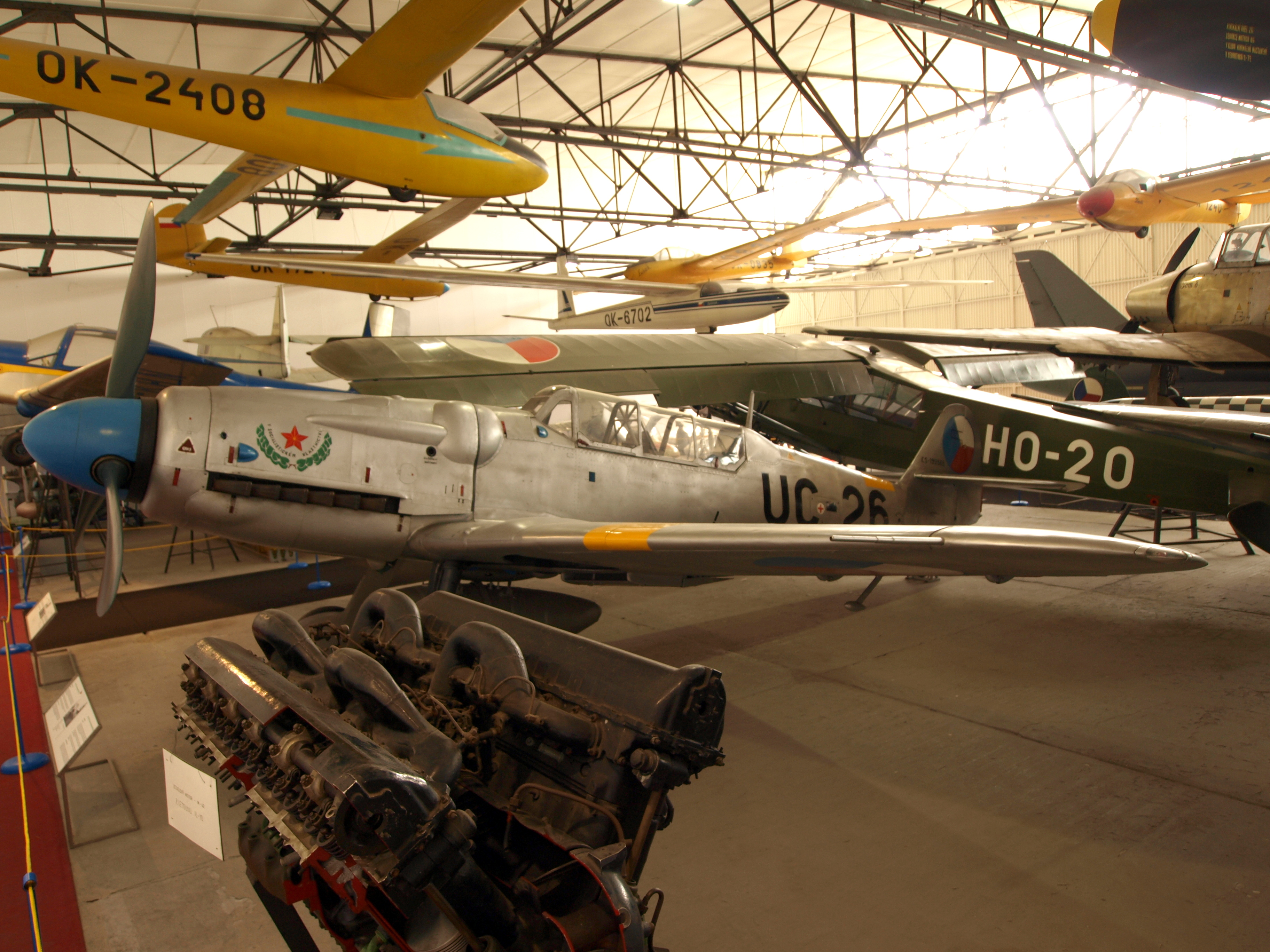
Avia CS.199 en el museo de Letecké, Kbely

Avia S-99
Variante de posguerra del Messerschmitt Bf 109G ensamblado en Checoslovaquia. Designación de Avia C.10, 20 completados
Avia CS-99
Variante de entrenamiento del Avia S-99 basado en la versión entrenador del Messerschmitt Bf 109G-12. La designación dada por Avia fue C.10, 2 completados
Avia S-199
Avia S-99 con motores Junkers Jumo 211, versión de producción. La designación dada por Avia fue C.210, 551 completados
Avia CS-199
Biplaza de entrenamiento, reconstruido a partir del Avia S-199
Avia D-199
Versión de reconocimiento

## Especificaciones Técnicas (Avia S-199)

### Características generales
- Tripulación: 1
- Longitud: 8,94 m
- Envergadura: 9,92 m
- Altura: 2,59 m
- Superficie alar: 16,2 m²
- Peso vacío: 2.650 kg
- Peso máximo al despegue: 3.740 kg
- Planta motriz: 1× Lineal V12 invertido Junkers Jumo 211D.
  - Potencia: 883 kW (1184 HP; 1200 CV)
- Hélices: 1× tripala de velocidad constante por motor.

### Rendimiento
- Velocidad nunca excedida (Vne): 590 km/h
- Alcance: 850 km
- Techo de vuelo: 8.686 m
- Régimen de ascenso: 11 m/seg

### Armamento
- Ametralladoras: 2× MG 131 de 13 mm

- Cañones: 2× MG 151/20 de 20 mm

### Características generales
- Tripulación: 1
- Longitud: 8,94 m
- Envergadura: 9,92 m
- Altura: 2,59 m
- Superficie alar: 16,5 m²
- Peso vacío: 2520 kg
- Peso cargado: 3140 kg
- Peso máximo al despegue: 3.400 kg
- Planta motriz: 1× Lineal V12 invertido Daimler-Benz DB 605.
  - Potencia: 1085 kW (1455 HP; 1475 CV)
- Hélices: 1× tripala de velocidad constante por motor.

### Rendimiento
- Velocidad nunca excedida (Vne): 600 km
- Velocidad crucero (Vc): 500 km
- Alcance: 650 km
- Techo de vuelo: 8.686 m
- Régimen de ascenso: 11 m/seg 4 min hasta 5000 m
- Carga alar: 165,9 kg/m²

### Armamento
- Ametralladoras: 2× MG 131 de 13 mm

- Cañones: 1× MG 151/20 de 20 mm disparando a través del buje de la hélice

### Desarrollos Relacionados
- Messerschmitt Bf 109
- Hispano Aviación HA-1112

### Aviones Similares
- Supermarine Spitfire
- Yakovlev Yak-9
- Fiat G.55
- Macchi M.C.205